# Charles d'Albert
Charles d'Albert, född 25 februari 1809 i Hamburg, Tyskland, död 26 maj 1886 i London, var en tysk kompositör. Han var far till kompositören Eugen d'Albert.

## Kompositioner
- Sultan's Polka (Sultanpolka), som användes i filmen Elvira Madigan